# غراهام باسيت
غراهام باسيت (بالإنجليزية: Graham Bassett)‏ هو لاعب كرة قدم بريطاني، ولد في 6 أكتوبر 1964 في سندرلاند في المملكة المتحدة. لعب مع نادي هارتلبول يونايتد.